# Jomfru Maria-kirken (Wrocław)
Jomfru Maria-kirken i Wrocław, Polen (tysk: St. Maria auf dem Sande, polsk: Kościół Najświętszej Marii Panny na Piasku), også kaldet Sandkirken, ligger på en lille ø i Oder i Wroclaw lige nord for den gamle bydel med adressen An der Sandkirche. Kirken er en af de ældste gotiske kirkebygninger i Polen.

## Historie

### Romansk basilika
Statholder Peter Własts familie gjorde det muligt at bygge en romansk basilika på øen i slutningen af 1100-tallet. Włast-familien var velhavende og forsøgte at sprede kristendommen i Schlesien. De donerede adskillige vigtige bygninger til byen Wroclaw, inklusive det Augustinerkloster ved siden af Sandkirken, som i dag huser dele af Wroclaw Universitetsbibliotek.
Sandkirken fik navnet for jomfru Maria til ære for guvernørens kone, Maria Włast. Over en passage på sydvæggen inde i kirken er en tympanum (gavlrelief) fra den gamle kirke stadig bevaret ved siden af Madonna med barnet Maria Włast som grundlægger, der overleverer en model af kirken til Guds Moder; på den anden side hendes søn Swentoslaus. Teksten i buen ovenfor lyder: “HAS MATRI VENIAE TIBI DO MARIA MARIAE HAS OFFERT AEDES SWENTOSLAVS MEA PROLES” (oversat: "Jeg, Maria [Włast], giver denne kirke til dig, barmhjertighedsmor Maria, og min søn Swentoslaus tilbyder dig den [også]").

### Gotisk hallkirke
I den tidlige fase af den bøhmiske periode, i begyndelsen af det 14. århundrede, blev den gamle romanske bygning nedrevet, og på dens sted blev fra 1334 til 1430 en større gotisk murstenskirke opført af arkitekten Peschel, hvilken danner grundlaget for den nuværende bygning. Kirken skulle oprindeligt have haft to tårne, men det nordlige tårn blev aldrig afsluttet. I modsætning til den mørke yderside af kirken er det store indre rum oversvømmet af lys. Det består af tre 78 meter lange kirkeskibe, der slutter med deres egne kor (uden koromgang) med en 5/8 grundplan. Stjernerhvælvet med seks gange i hovedgangen og det typiske hvælv i sidegangene hviler på ti høje, slanke søjler med en højde af 24 meter. Flere udvidelser blev tilføjet i det 15. og 16. århundrede, herunder Antonio Coldins-kapellet fra 1666, den ældste barokke bygning i Wroclaw. Under 30 års krigen blev Sandkirken plyndret af svenskerne i 1632. Hundrede år senere ødelagde et lynnedslag taget på det sydlige tårn, få dage efter den nye 4.740 kg tunge kirkeklokke var indsat i tårnet. 1757, I løbet af syvårskrigen brugte preusserne Sandkirken som ammunitionsmagasin.

### Ødelæggelse under 2. verdenskrig
Under 2. verdenskrig, i 1944, erklærede Hitler byen Wroclaw som en fæstning. Under den efterfølgende sovjetiske belejring af den stort set evakuerede by tjente Sandkirken og klosterbygningen som tyskernes hovedkvarter. General Hermann von Niehoff, kommandør for den 371. infanteridivision, styrede forsvaret mod den fremrykkende Røde Hær herfra som fæstningschef for Breslau. De fleste af de historiske bygninger blev ødelagt under slaget ved Wroclaw, og Sandkirken brændte ud. Foruden hvælvingerne og taget blev hele det barokke indre ødelagt, inklusive malerier af den schlesiske barokke malere Michael Willmann, et stort orgel af Johann Michael Röder og en prædikestol af Franz Joseph Mangoldt.

### Genopbygning
Genopbygning begyndte i 1946 baseret på de gamle gotiske planer og også rekonstrueringen af de hvælvede lofter i deres gamle form. Den Madonna for sejren fra det 16. århundrede, som var en gave fra byen Mariampol i Ukraine, var det første bidrag til det nye anlæg. Dagens kirkemøbler kommer fra ødelagte schlesiske kirker og ærkebispedømmerne. Kun tympanet fra grundlæggeren og den gotiske døbefont har overlevet fra de tidlige tider for Sandkirken. Warszawa-kunstneren Teresa Reklawska lavede farvede, moderne glasvinduer i 1968, der viser scener fra Det Nye Testamente. I kapellet for blinde og døve er en overdreven nativitetsscene lavet af forskellige pladefigurer, som kan bringes til live hele året ved hjælp af mere end 80 motorer. Præsten i sandkirken, Kazimierz Blaszyck, har arbejdet på det med blinde og døve børn i over 20 år.